# Auguste Estrade Delcros
Auguste Estrade Delcros   (Cànoes, 30 de setembre de 1816 - Perpinyà, 6 de setembre de 1892) va ser un ric propietari rural  i enginyer  rossellonès. Amb la seva fortuna es constituïren uns premis culturals que l'Institut de França començà a concedir el 1896 i ho continua fent en l'actualitat (2012).

## Biografia
Estudià enginyeria a la prestigiosa École polytechnique, i aplicà els coneixements adquirits al perfeccionament de màquines agrícoles, especialment. El 1881 patentà una millora dels aparells per reescalfar el vapor, i a l'any següent, una altra  per a millorar la construcció de material rodant per al ferrocarril. A l'Exposició Universal de París del 1889, presentà una locomotora de gran velocitat, de disseny propi; l'havia construïda el 1886 i l'anomenava la Parisienne (modernament, hom en parla com com a "Locomotora Estrade" també). Confiava a assolir els 120 quilòmetres per hora  però a les proves no superà els 100 -una marca que ja s'havia assolit abans del 1850 amb les locomotores Iron Duke-.
Era propietari del Mas du Moulin a Cànoes, i s'hi dedicà al cultiu de la vinya (també tenia vinyes a Pesillà de la Ribera i a Toluges). Va ser soci  de la Société agricole, scientifique et littéraire des Pyrénées-Orientales (SASL), i rebé diversos premis d'aquesta en la categoria d'avenços en instruments i màquines agrícoles d'exterior.
En morir, llegà tots els seus béns a l'Institut de França perquè aquest constituís uns premis anuals que, de forma rotatòria, anirien concedint les cinc acadèmies de l'Institut. Aquest organisme cultural, per la seva banda, sufragà la construcció d'un monument funerari que ha esdevingut monument cultural local de Cànoes.
El 2012, l'ajuntament de la seva població natal va proposar dedicar-li un carrer a la urbanització dels Plataners.

## Locomotora "La Parisienne"
L'èxit de la locomotora Crampton Namur, que pels voltants del 1850 registrà velocitats punta de 100 quilòmetres per hora, animà Estrade a intentar superar els seus registres. Prengué la idea de les grans rodes motrius (210 cm de diàmetre per la d'en Crampton), i hi aplicà una caldera més moderna i eficient, amb l'objectiu d'assolir velocitats d'entre 120 i 130 quilòmetres a l'hora. Feu construir el seu disseny als tallers Boulet et Compagnie, que la completaren el 1886, i el 1887 rebé el permís ministerial per fer les proves públiques. L'anunci provocà expectació 
| «                      | Le ministre des travaux publics vient d'autoriser les ingenieurs des chemins de fer de l'Etat de mettre à l'essai une locomotive géante, construite sur les plans et sous la direction de M. Estrade, de Perpignan, dans les ateliers de M. Boulet, à Paris. Les roues de la locomotive géante mesurent 2 mètres 50, de façon à réaliser les vitesses vertigineuses de 130 à 150 kilomètres à l'heure. | » |
| — La Croix (5.12.1887) | |   |

Les "vitesses" (velocitats) "vertigineuses" s'han d'entendre en el context de l'època. Desafortunadament, les proves davant l'enginyer Anatole Mallet (l'inventor de la primera locomotora "compound") no foren prou satisfactòries, perquè dels 100 no passà. La fallada s'atribuí a una producció insuficient de vapor, i la locomotora caigué en l'oblit.

### Característiques tècniques
- Mides del cilindres: 470x700 mm.
- Superfície de la graella del fogó o llar: 2,30 m².
- Diàmetre de les rodes motrius: 250 cm.
- Longitud total : 9,92 m.
- Pes total: 38 tones buida, 42 carregada[9]

## Monument funerari d'Auguste Estrade
El cenotafi és un dels monuments locals de la població de Cànoes. Va ser construït el 1896 -quatre anys després de la mort de l'homenatjat, doncs- sobre plànols seus revisats per l'arquitecte danès Viggo Dorph-Petersen. El disseny copiava un monument real existent, la tomba romana d'estil atenenc anomenada "Llanterna de Lisícrates" (construïda els 335-334 aC, a Atenes). Aquest monument fúnebre va ser dut a terme per l'empresa Sarda de Perpinyà, amb direcció de Petersen i per encàrrec de l'Institut de France, seguint les instruccions del difunt Estrade.
De característiques espectaculars, el cenotafi fa 11,80 metres d'alt.

## El premi Estrade-Delcros de l'Institut de França
El testament d'Auguste Estrade estipulava  que tots  els seus béns mobles i immobles (principalment vinyes) havien de passar a l'Institut de França, i ser distribuïts equitativament entre les cinc seccions de l'Institut: l'Acadèmia Francesa, l'Acadèmia de les Inscripcions i Llengües Antigues, la de Ciències, la de Belles Arts i la de Ciències Morals i Polítiques. Amb les rendes d'aquests capitals, cada acadèmia havia de convocar amb freqüència quinquennal un premi  sobre la temàtica que cregués més oportuna. L'Institut acceptà provisionalment el llegat, en sessió general extraordinària conjunta de les cinc seccions, el 2 de novembre del 1892, i refrendà l'acte amb un decret del 15 de maig següent. L'import del llegat no es feu públic, però P.-J. Itier, advocat a Montpeller, pledejà  perquè tres adquirents de les propietats venudes per l'Institut de França trobaren que els impostos que havien de pagar eren excessivament alts, i declarava que el preu pagat pels béns esmentats havia estat de 764.560 francs.
Els premis es començaren a atribuir de forma rotativa a partir del 1896, i durant molts anys tingueren l'import fixat de 8.000 francs. Posteriorment, aquesta quantitat tingué importants variacions al llarg del segle xx, una època en què el valor del franc experimentà també fortíssimes oscil·lacions. Així mateix, cada acadèmia prioritzà aspectes diferents en els premiats.

### Acadèmia Francesa
L'Acadèmia Francesa concedia el premi generalment a obres i estudis literaris en un sentit ampli, amb l'excepció dels premis 1921 i 1926, que foren atorgats a dues institucions alsacianes amb un criteri possiblement polititzat  fruit de l'època. La dotació econòmica del premi, més enllà dels 8.000 francs inicials, experimentà en el segle xx grans variacions; serveixi d'exemple que entre 1956 i 1986 l'import del premi fluctuà entre els 250 francs del 1961 i els 10.000 del 1956. El 1986, l'Acadèmia l'atorgà per darrer cop i el 1994 el reemplaçà pel premi La Bruyère  que aplegava els fons de les fundacions Binet-Sangle, Durchon, Estrade-Delcros, de Joest, Maujean i General Muteau. Fent cas omís de les disposicions testamentàries, que indicaven que el premi era indivisible, l'Académie française atorgà el premi ex aequo entre diversos guanyadors en les edicions de 1971 a 1981. Premiats:
- 1896 Léon Dierx, pel conjunt de la seva obra poètica
- 1901 Arvède Barine[26]
- 1906 Émile Bergerat[27]
- 1911 Charles Péguy, per Mystère de la charité de Jeanne d'Arc (Paris: Cahiers de la quinzaine, 1910)[28]
- 1916 Émile Driant, escriptor amb el pseudònim Capitaine Danrit[29]
- 1921 "Institut des études françaises" de la Universitat d'Estrasburg[30]
- 1926 "Curs populaires de lange française en Alsace"[31]
- 1931 René Schneider, per les seves obres sobre la història de l'art[32]
- 1936 J. Émile Fidao Giustiniani, per Richelieu précepteur de la nation française (Paris: B. Grasset, 1946)[33]
- 1941 Daniel Mornet, per Histoire de la Littérature française classique (1660-1700) (París: A.Colin, 1940)
- 1946 Camille Cé (Camille Chemin)[34]
- 1951 no s'atorgà
- 1956 Jean-Louis Barrault, per Je suis homme de théâtre (Paris: Éditions du Conquistador, 1955)
- 1961 Revista Le Vieux Papier : Bulletin de la Société archéologique, historique et artistique[35]
- 1966
- 1971 Abel Verdier La vie sentimentale de Lamartine (2 ed. Cérelles: A. Verdier, 1973); André Beauguitte La terre du sommeil (Paris, Presse Diffusion, 1971); i Casimir Mathieu Le Dévoluy, contes et légendes (Arles: Editions Marcel Petit, 1971), ex aequo
- 1976 Jacques Lizot Le cercle des feux : Faits et dits des Indiens Yanomani (Paris: Seuil, 1976 ISBN 9782020043168); Jean Longère Œuvres oratoires de Maîtres parisiens au XIIe siècle : Étude historique et doctrinale (Paris: Études augustiniennes, 1975); i Paul Pons i Pierre Chauvet Les Hautes-Alpes hier, aujourd'hui, demain (Gap: Société d'études des Hautes-Alpes, 1975), ex aequo
- 1981 Fernand Cathala La police au fil des jours (Paris:Éditions du Champ-de-Mars, 1981); i Lucien Jerphagnon Vivre et philosopher sous les Césars (Paris: Privat, 1980 ISBN 9782708923904), ex aequo
- 1986 Paul Lorenz, per Passionnaire et autres poèmes (Bonnétable: R.Crès, 1985)[36]

### Acadèmia de les Inscripcions i Llengües Antigues
De les cinc acadèmies, la de les Inscripcions és la que ha atorgat la distinció més vegades. El 1902 es decidí que els guardonats serien elegits per un jurat de nou membres que reflectís els tres ordes en què es dividia l'Acadèmia. Guanyadors:
- 1897 Edmond Pottier, pel conjunt dels seus treballs arqueològics i especialment pel Catalogue i l'Album des vases antiques du Musée du Louvre[38][39]
- 1902 Ulysse Chevalier, pel conjunt dels seus treballs històrics i bibliogràfics
- 1907 Joseph Halévy, pel conjunt dels seus treballs sobre l'Orient[40]
- 1912 Auguste Longnon, pel conjunt dels seus treballs i per honorar la seva memòria
- 1917 Henri Gaidoz, pel conjunt dels seus treballs relatius a la filologia i el folklore celta[41]
- 1922 Stéphane Gsell, pels volums d'història i arqueologia publicats en els cinc anys anteriors
- 1927 Ernest Langlois, per l'edició del Roman de la Rose (Paris: Firmin-Didot et Cie, 1924)
- 1932 Léon Dorez, per La Cour du Pape Paul III (Paris: Ernest Leroux, 1932)[42]
- 1937 Charles Samaran, Émile-Aurèle van Moé i Suzanne Vitte, pel tom III de l'Auctarium Chartularii Universitatis Parisiensis (Paris: Didier, 1938)
- 1942 Victor Leroquais, pels seus estudis sobre els llibres litúrgics manuscrits de les biblioteques públiques de França
- 1947 Jean Hatzfeld, en memòria
- 1952 Léon Levillain, en memòria de la seva obra de crítica i d'estudis medievals
- 1957 Robert Bossuat, pel conjunt de la seva obra
- 1962 René Filhol, pel conjunt de la seva obra
- 1967 Cyrille Vogel, per Introduction aux sources du culte chrétien au Moyen Age (Spoleto: Centro italiano di studi sull'alto Medioevo, 1966)
- 1972 Joseph Moreau, per Plotin ou la gloire de la philosophie antique (Paris: Librairie Philosophique Vrin, 1970)[43]
- 1977 Pierre Flobert, per Recherches sur les verbes déponents latins (Lille: Université de Lille III, 1975)[44]
- 1982 Georges Charachidzé, per Grammaire de la langue avar (Paris: Jean Favard, 1981. ISBN 9782853440387)
- 1987 Michel Reddé, per Mare Nostrum. Les infrastructures, le dispositif et l'histoire de la marine militaire sous l'Empire romain (Paris: De Boccard, 1986. ISBN 9782728301140)[45]
- 1992 Dominique Arnould, per Le rire et les larmes dans la littérature grecque d'Homère à Platon (Paris: Les belles Lettres, 1990. ISBN 9782251326399)[46]
- 1997 Annick Martin, per Athanase d'Alexandrie et l'Église d'Égypte au IVe siècle (328-373) (Rome: École française de Rome, 1996. ISBN 9782728303533)[47]
- 2002 Venceslas Kruta, Les Celtes : Histoire et dictionnaire des origines à la romanisation et au christianisme (Paris: Robert Laffont, 2000. ISBN 978-2221056905)
- 2007 Pierre Bonin Bourgeois, bourgeoisie et habitanage dans les villes du Languedoc sous l'Ancien Régime (Aix-en-Provence: Presses Universitaires, 2005. ISBN 9782731404654)
- 2012 Christian Heck Le Ci nous dit. L'image médiévale et la culture des laïcs au XIVe siècle: Les enluminures du manuscrit de Chantilly (Turnhout: Brepols, 2011. ISBN 9782503542201)
- 2017 La medalla Estrade-Delcros és atorgada a Joëlle Jouanna-Bouchet per la seva edició de Compositiones Medicae, d'Escriboni Llarg, a la col·lecció Budé  (Paris: Les Belles Lettres, 2016 ISBN 978-2251014722)

### Acadèmia Francesa de Ciències
L'Acadèmia de Ciències atorgava el premi per les deliberacions d'un jurat de set persones, escollides alternativament entre els membres de la secció de ciències matemàtiques i els de la de ciències físiques, d'acord amb una resolució de la Junta de l'Acadèmia del 25 de gener del 1915. Entre el 1983 i el 1985, el premi de l'Acadèmia de Ciències era conjunt "Estrade-Delcros, Houllvigue, Saintour, Jules Mahyer", i estava dotat amb 5.000 francs; el canvi en el patronatge també feu variar el període d'adjudicació, i el premi esdevingué biennal. El 1997 l'Acadèmia de Ciències refongué 143 fundacions (entre les quals l'Estrade-Delcros) en la Grand Médaille de l'Académie. Guardonats:
- 1898 Ernest Munier-Chalmas, pels seus treballs de paleontologia
- 1903 Léon Teisserenc de Bort, per les investigacions sobre les capes superiors de l'atmosfera[49][50]
- 1908 Jacques Hadamard, professor del "Collège de France", pel conjunt de treballs matemàtics[51]
- 1913 Charles André (1842-1912), primer director de l'Observatori de Lió, pels seus treballs d'astronomia[52]
- 1918 [nt 12]
- 1919 Henry Perrier de la Bâthie, per una vida consagrada a l'estudi desinteressat de la natura[54]
- 1923 René Baire, per la seva obra matemàtica[55]
- 1928 Pierre Jolibois, pel conjunt de la seva obra[56]
- 1933 Ernest Vessiot, pel conjunt de la seva obra científica[57]
- 1938 Justin Jolly, pel conjunt de treballs d'histofisiologia[58]
- 1943 Jean Favard, pel conjunt de treballs matemàtics[59]
- 1948 Paul Laffitte, pel conjunt de treballs de cinètica química[60]
- 1953 (no consta que es convoqués[61] ni que s'atorgués[62])
- 1958 Robert Mazet, pel conjunt de treballs de la mecànica i la teoria de les oscil·lacions[63]
- 1963 Geneviève Cateigne, pel conjunt de treballs sobre la grip[64]
- 1968 Julien Kravtchenko, pels treballs de mecànica dels fluids[65]
- 1973 ?
- 1978 ?
- 1983 Jean-Louis Boulay, pels treballs sobre les condicions ambientals electroestàtiques i electromagnètiques a les aeronaus i llançadores espacials[66]
- 1985 Richard Lavery, pels treballs sobre l'ús de mapes de potencial per a l'estudi de la interacció de macromolècules biològiques[67]
- 1987 ?
- 1989 Dominique Aunis, per la contribució a l'estudi de l'exocitosi i la seva regulació en les cèl·lules secretores[68]
- 1991 Alain Laverdant, pels treballs sobre les inestabilitats de combustió[69]
- 1993 Henri Szwarc, per la introducció de conceptes nous i eficaços que permetien estudiar l'estat cristal·lí[70]
- 1995 Marc Bonnet, pels treballs sobre les equacions integrals regularitzades[71]

### Acadèmia de Belles Arts
La de Belles Arts és l'acadèmia que ha atorgat el premi menys vegades. En crear-se el guardó, s'estipulà que s'atorgaria a artistes francesos que no fossin membres d'aquesta Acadèmia. Sembla que la Segona Guerra Mundial n'estroncà definitivament l'adjudicació. Premiats:
- 1899 Pascal Dagnan-Bouveret, pel conjunt de la seva obra[73]
- 1904 Joseph Blanc, pintor[74]
- 1909 François-Émile Ehrmann, pintor[75]
- 1914 Paul Bigot, arquitecte, pel seu plànol en relleu de la Roma antiga
- 1919 ?
- 1924 André Devambez, pintor[76]
- 1929 Paul Gasq, escultor[77]
- 1934 Marcel Péchin, arquitecte[78]
- 1939 Paul Jouve, pintor, escultor i il·lustrador[79]

### Acadèmia de Ciències Morals i Polítiques
Com feien algunes de les altres acadèmies, la de Ciències Morals i Polítiques oferia l'autopresentació ("Les auteurs pourront déposer eux-mêmes leurs ouvrages au Secrétariat de l'Institut"), per bé que es reservava el dret de seleccionar "candidatures d'auteurs dont les ouvrages n'auraient pas été présentés" aprofitant que "le fondateur nous laissait une grande latitude, puisqu'il stipulait seulement que son prix devrait récompenser un ouvrage publié dans les cinq dernières années et rentrant dans l'ordre des études de l'Académie". En els darrers anys, des del 2000 pel cap baix, el premi consisteix en una medalla. Guardonats:
- 1900 Charles Renouvier, pel conjunt de la seva obra filosòfica[80]
- 1905 Armand Brette, per Recueil de documents relatifs à la convocation des Etats généraux de 1789 (Paris: Imprimerie nationale, 1894-1904) i Atlas des bailliages on juridictions assimilées ayant formé unité électorale en 1789 (Paris, Imprimerie nationale, 1904)[81]
- 1910 Léon Robin, per La théorie platonicienne des idées et des nombres après Aristote (Paris: F. Alcan, 1908) i La théorie platonicienne de l'amour (Paris: F. Alcan, 1908)[82][83]
- 1915 Eugène Cavaignac, per l'Histoire de l'antiquité (Paris: Fontemoing; E. de Boccard, 1913-1920)
- 1920 Revue de Métaphysique et de Morale, en la persona del seu director-fundador Xavier Léon[84][85]
- 1925 Gustave Le Bon[86][87]
- 1930 Revista Union pour la Vérité, en la persona del seu director Paul Desjardins[88]
- 1935 Revue d'histoire de l'Église de France, en la persona del seu director Victor Carrière[89]
- 1940 Revista La France économique, en els seus redactors en cap, Charles Rist i Gustave Piron[90]
- 1945 Fernand Rude, per Le Mouvement ouvrier à Lyon de 1827 à 1832 (Paris: Domat Montchrestien, 1944)[91]
- 1950 ?

(...)
- 1990 Jacques Bouineau, per la Histoire des Institutions - 1750-1914 (en col·lab. amb Romuald Szramkiewicz, Paris: Litec, 1989. ISBN 9782711109593)
- 1995 ?
- 2000 Julie Thermes, per Essor et déclin de l'affirmative action (Paris: CNRS, 1999. ISBN 9782271056481)
- 2005 Régis Chamagne, per L'art de la guerre aérienne (Fontenay-aux- Roses: L'esprit du livre, 2004. ISBN 9782915960013)
- 2010 Guillaume Barrera, per Les Lois du monde : Enquête sur le dessein politique de Montesquieu (Paris: Gallimard, 2009. ISBN 9782070785629)
- 2015 no s'atorgà